# Tadashi Takamura
Tadashi Takamura (高村 規, Takamura Tadashi, né en  1933) est un photographe japonais.